# Quo Vadis? (film fra 1913)
Quo Vadis? er en italiensk stumfilm fra 1913 af Enrico Guazzoni.

## Medvirkende
- Amleto Novelli som Vinicius
- Gustavo Serena som Petronius
- Carlo Cattaneo som Nero
- Amelia Cattaneo som Eunice
- Lea Giunchi som Lygia